# Lista lui Günther
Lista lui Günther (cunoscută și ca Dosarul Günther sau Afacerea Günther) a fost o listă pe care s-au regăsit peste 200 de nume ale unor reprezentanți ai mediului politic, administrativ public, de presă, de afaceri și cultural din Regatul României, care au servit operațiunilor de influențare a mediului politic, social, economic și militar intern românesc, de către Puterile Centrale, în  perioada neutralității României din anii Primului Război Mondial. Aceste operațiuni s-au derulat de către agenți ai Puterilor Centrale, sub coordonarea oficiilor diplomatice ale acestora din București și au implicat pe lângă cumpărarea, înființarea și influențarea de ziare și periodice, încât acestea să facă astfel propagandă filogermană, crearea unei rețele de informații în presa românească.
Dosarul respectiv a căpătat numele de „Günther” după cel al depozitarului listei respective, anume ofițerul german de informații Alfred Günther, care avusese acoperirea de director general al societății petrolifere Steaua Română până la intrarea României în război. Afacerea respectivă a proiectat asupra germanofililor din jurul lui Alexandru Marghiloman o imagine de trădători și a compromis o parte semnificativă a presei românești. Ulterior Primului Război Mondial, afacerea Günther a fost folosită pentru scopuri care țineau de rivalități politice interne și de propagandă.

## Preludiul
Declararea neutralității Regatului României a determinat mobilizarea unor resurse financiare semnificative de către responsabilii cu propaganda ai Antantei și Puterilor Centrale, pentru a reuși să direcționeze opinia publică în sensul intereselor acestora. La dispoziția reprezentanțelor diplomatice ale Franței, Rusiei, Angliei și Germaniei au fost puse astfel fonduri pentru a fi create noi ziare sau a fi cumpărate altele, precum și pentru captarea oamenilor politici sau a publiciștilor importanți. Germanii însă au plătit mai mult deoarece erau obligați la aceasta, dată fiind orientarea opiniei publice.
Primind misiunea de a împiedica trecerea României în tabăra Antantei, sau cel puțin de a menține cât mai mult timp neutralitatea acesteia, agenții Puterilor Centrale au recurs la mijloace specifice corupției. Această acțiune a fost condusă de către ambasadorii Imperiului German Hilmar von dem Bussche și cel al Austro-Ungariei Ottokar Czernin, direct din capitala României. După ce aceștia obțineau colaborarea unor fruntași politici, la recomandarea celor doi, agenții porneau „opera de corupțiune” propriu-zisă, care s-a desfășurat inclusiv în rândul ofițerilor armatei române.
Ziare din București precum Universul (care primea lunar în acest sens stipendii în valoare de 70.000 de lei), Minerva, Seara, Ziua, Moldova, Lupta, Înainte, Steagul, La Politique, L’Eclair, Libertatea, Dreptatea, Bukarester Tageblatt, alături de ziare din reședințele de județ, au început să facă propagandă filogermană.
La 21 iulie 1915 serviciul de poliție din Dorohoi a raportat că lunar, de la Viena și din Berlin se trimeteau la București milioane de coroane pentru organizațiile de spionaj din România. Tot de la Dorohoi a venit și informația că „un general român din țară face servicii austriecilor pentru bani”.

## Lista
| “                          | Acest celebru dosar, în jurul căruia s-a făcut de la 1917 încoace atâta zgomot, făcând să tremure de mustrare și de rușine multe conștiințe dubioase care s-au plecat în fața puterii aurului de la Berlin, Viena și Budapesta, în momentele cele mai grele pentru neamul nostru [..] | ” |
| — Ion Rusu Abrudeanu, 1921 | |   |

După verificări și conceperea unor planuri de acțiune, agenți ai Serviciului de Informații aflat sub conducerea lui Mihail Moruzov,  la 16 august 1916 i-au sustras din mașina ambasadorului german Hilmar von dem Bussche o servietă, într-un moment în care se pregătea să părăsească Bucureștiul. Printre alte documente cu caracter secret, în respectiva servietă s-a aflat și o listă cu agenți ai serviciilor secrete germane, cu persoane corupte din statul român precum și cu sumele de bani care fuseseră cheltuite de germani pentru remunerarea acestora. Remisă primului ministru Ion I.C. Brătianu, aceasta nu a fost publicată.
De asemenea, odată trecută la desfășurarea activității în condiții de război, Siguranța Generală a făcut descinderi la societățile și întreprinderile cu capital german și austro-ungar și a adus dovezi suplimentare privind intensitatea activității de spionaj și de corupere a presei făcute de către întreprinderile și societățile cu capital german, precum și de birourile comerciale. Astfel, într-o casă de fier a lui Alfred Günther, specialist în informații care fusese director general  al societății petrolifere Steaua Română până în luna august 1916, inginerul de mine C. Osiceanu – care fusese numit după intrarea României în Primul Război Mondial administrator al societății după sechestrarea acesteia de către statul român, a descoperit un dosar care conținea o listă de oameni politici și de demnitari de stat care își puseseră serviciile în slujba spionajului german. Dosarul respectiv, care a căpătat numele de „Günther” după cel al depozitarului acesteia,  descria inclusiv finanțările secrete asigurate de spionajul german în România. Peste 200 de nume ale unor reprezentanți ai mediului politic, de presă, de afaceri și cultural din Regatul României, care au servit operațiunilor de influențare a mediului politic, social, economic și militar intern românesc de către Puterile Centrale, s-au regăsit pe această listă. Alături de ofițerul german de informații Alfred Günther, a mai acționat, tot de la „Steaua Română” și Joseph Hennenvogel.
Erau consemnate astfel atât sumele care fuseseră destinate unor politicieni români, cât și tot mecanismul care servise la cumpărarea presei, cu scopul de a declanșa o campania care să fie favorabilă intrării Regatului României alături de Puterile Centrale, în război. Documentele care au fost găsite în dosar, prezentau cu predilecție acțiunile care fuseseră duse cu scopul de a cumpăra redactori și alți jurnaliști ai unor ziare precum Adevărul (deși nu se reușise coruperea fondatorului acestuia, Constantin Mille), Universul, Epoca, Ziua (întemeiat de comunitatea evanghelică germană  din București, în înțelegere cu legația austro-ungară), Seara, Minerva, Dreptatea, Libertatea, Opinia, Agrarul, Steagul, Bursa și L’Indépendance Roumaine. Diferite subvenții decontate fără justificări scriptice la Deutsche Bank din Berlin de către Alfred Günther, primiseră și Viitorul, Steaua română, L’Eclair și Opinia, cele două publicații de limbă franceză menționate având rolul de a spori confuzia, astfel încât a mecanismul propagandei să funcționeze mai ușor.
„Spionajul german chiar se lăuda pentru ușurința cu care reușise să cumpere aproape toată presa română, dezvăluind totodată lipsa de demnitate și de patriotism a ziariștilor și politicienilor cumpărați [...]”—Alex Mihai Stoenescu, 2010
Este de menționat, de asemenea, că a fost constituită o rețea de culegere de informații pentru viitorul inamic, formată în majoritate din gazetari ai redacțiillor ziarelor Ziua, Seara și Moldova. Aceștia, înafară de articolele prin care făceau propagandă Puterilor Centrale, se foloseau de liberul acces pe care îl aveau în instituțiile politice și militare, pentru a strânge informații. Günther a lăsat în seiful său  documente care au dovedit existența rețelei, precum și plățile făcute.

## Numele

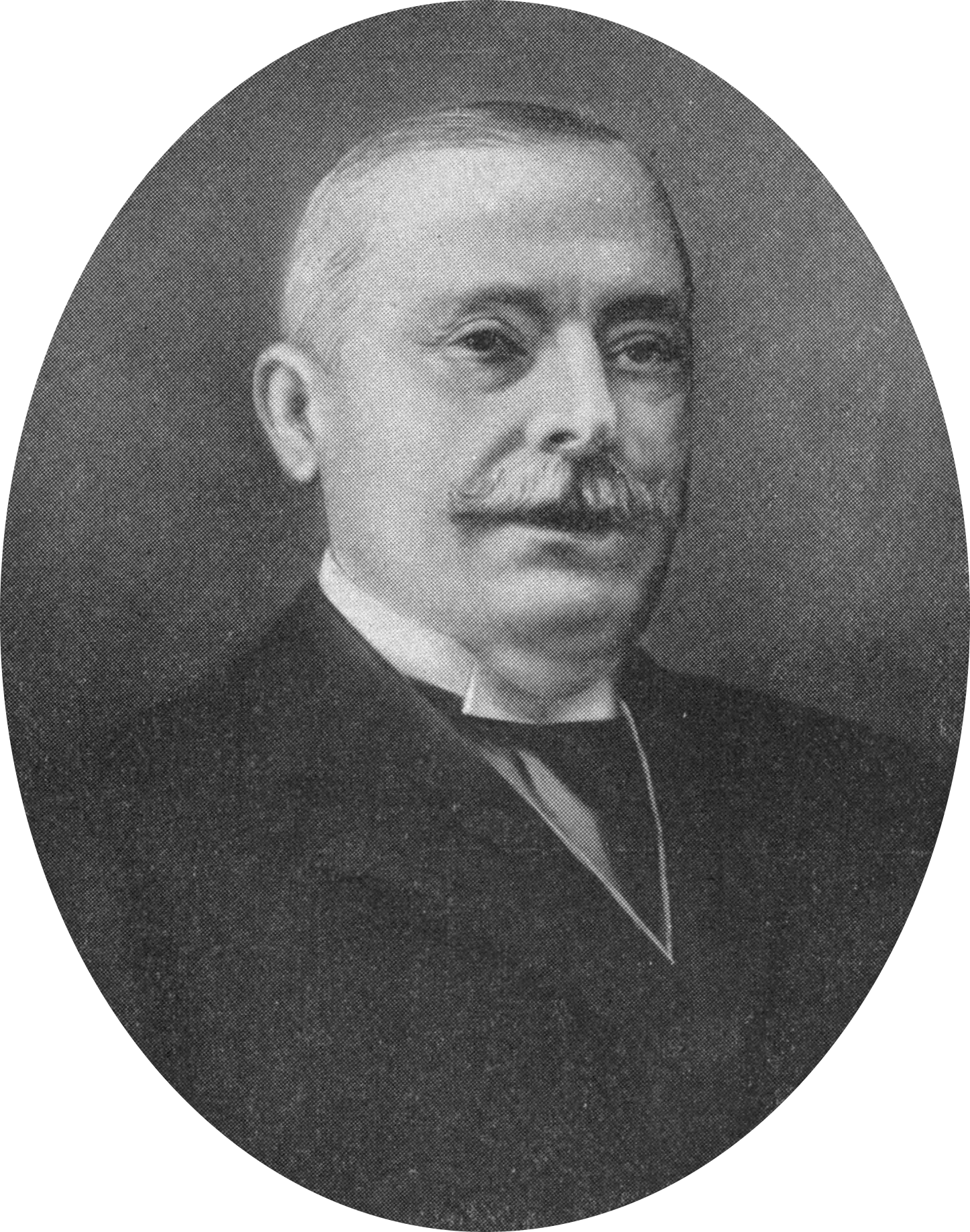
Alături de presa din România, Alexandru Marghiloman și Partidul Conservator au fost marii perdanți ai Afacerii Günther, în ceea ce privește imaginea.

Printre numele care au apărut pe această listă, s-au aflat:
- Alexandru Marghiloman, pe care documentele găsite l-au avut ca țintă, în mod direct.[14] Asupra sa a planat o acuzație nedovedită dar nici infirmată, venită din cercurile adversarului său politic antantofil Take Ionescu și reluată după război de Ion Rusu Abrudeanu. Conform acestei acuzații, ar fi primit de la germani și austrieci o sumă enormă pentru acele vremuri, anume 2 milioane de lei, consemnată pe lista lui Günther sub forma „Margh. environ 2 Mil”.[16]
- Generalul Vasile Zottu: șef al Marelui Stat Major în două rânduri, între 31 martie - 18 noiembrie 1911 și 1 aprilie 1914 - 14 august 1916, mobilizat ca șef al Marelui Cartier General de la 15 august 1916. Acesta s-a sinucis la data de 12 noiembrie 1916, printre motivele (controversate în istoriografia română) care au stat la baza acestuia act aflându-se și bănuiala că, prin unele activități ale sale, ar fi favorizat transmiterea către inamic a Planului de campanie al armatei române.[17]
- Generalii Hiotu și  Alexandru Mustață,[18] care au acceptat să li se folosească semnătura contra unor sume de bani.[14]
- Maiorul Ionescu, subșef de stat major al Corpului 1 Armată. Acesta s-a sinucis și el.[19]
- Ziaristul Stelian Popescu,[20] care devenit patron și editor la Universul s-a pus direct în slujba ocupantului, încercând chiar să-i vândă acestuia ziarul.[16]
- Administratorul ziarului Universul, Nicolae Dumitrescu-Câmpina (căsătorit cu fosta soție a lui Luigi Cazzavillan), la care au ajuns sume mari de bani. Acesta s-a remarcat însă prin faptul că a tocat banii germani fără a face prea multă propagandă (patroana Universului îi intentase divorț în 1914), ceea ce i-a determinat pe germani să-l țină închis, în timpul ocupației.[15]

- Alexandru Bogdan-Pitești, una din figurile epocii, având când un rol de mecena al artelor, când un rol de escroc. În Dosarul Günther a apărut conform lui Abrudean cu sume impresionante, deși nu a făcut prea mult pentru a susține cauza Puterilor Centrale, printre români.[21] Deși acesta a scos ziare de propagandă cu banii germanilor, aceștia au realizat că a furat din banii lor. Replica lui Bogdan-Pitești a fost: „Domnule ofițer, e adevărat, sunt un escroc, dar aș vrea să știu ce v-ați închipuit cînd ați întreprins acțiunea dvs. de corupție la noi? Ați crezut oare că veți putea cumpăra în România oameni cinstiți?“.[22]
- Duiliu Zamfirescu a fost acuzat că figura în Dosarul Günther drept beneficiar al unei sumei de 6.000 de lei, fiind acuzat ulterior și că a primit prin Banca Generală Română în anul 1915, o sumă de 46.000 de lei ca plată pentru o conferință în care a argumentat dreptul germanilor în problema Dardanelelor, ținută la Academia Română.[23]

Deși numele său nu figurează în mod direct, în dosar, Ion Slavici se regăsește totuși printre cei auzați de Rusu Abrudeanu, ca beneficiar direct al fondurilor germane. Lipsa banilor precum și o sugestie a lui Titu Maiorescu l-au făcut să se implice, poate mai mult decât ar fi trebuit, în politica editorială pro Puterile Centrale a ziarelor Minerva și Ziua, unde a fost director.

## Efectele
Dosarul Günther a avut un efect dublu: a proiectat asupra germanofililor din jurul lui Alexandru Marghiloman o imagine de trădători și a compromis o parte semnificativă a presei românești, ridicând mari semne de întrebare asupra moralității multor gazetari talentați.
Ulterior Primului Război Mondial, dosarul Günther a fost folosit pentru scopuri care țineau de rivalități politice și de propagandă, Partidul Național Liberal exploatând intens această afacere. Partidul Conservator a fost acuzat de corupție și de pactizare cu dușmanul, iar Marghiloman s-a apărat de acuzații într-un mod neconvingător.